# Ratchaprasong
Ratchaprasong (cũng là Rajprasong) là tên của một giao lộ, và một khu vực thương mại có cùng tên ở quận Pathum Wan, Bangkok, bên cạnh quận Siam. Nó nằm ở ga Chit Lom của trạm BTS Skytrain và ngã tư đường Ploenchit, Rama I và Ratchadamri. Khu vực này là nơi có nhiều trung tâm mua sắm và khách sạn.

## vị trí
Tại ngã tư Ratchaprasong, đường Rama I. (Thanon Phra Ram 1), đường Ratchadamri và đường Phloen Chit giao nhau. Gần đó là ga Chit Lom của Bangkok Skytrain. Ở đây có nhiều khách sạn và trung tâm mua sắm. Cũng là "Bệnh viện đa khoa cảnh sát", một bệnh viện đa khoa lớn, nằm ngay ngã tư.